# Charles-Emmanuel de Warnery

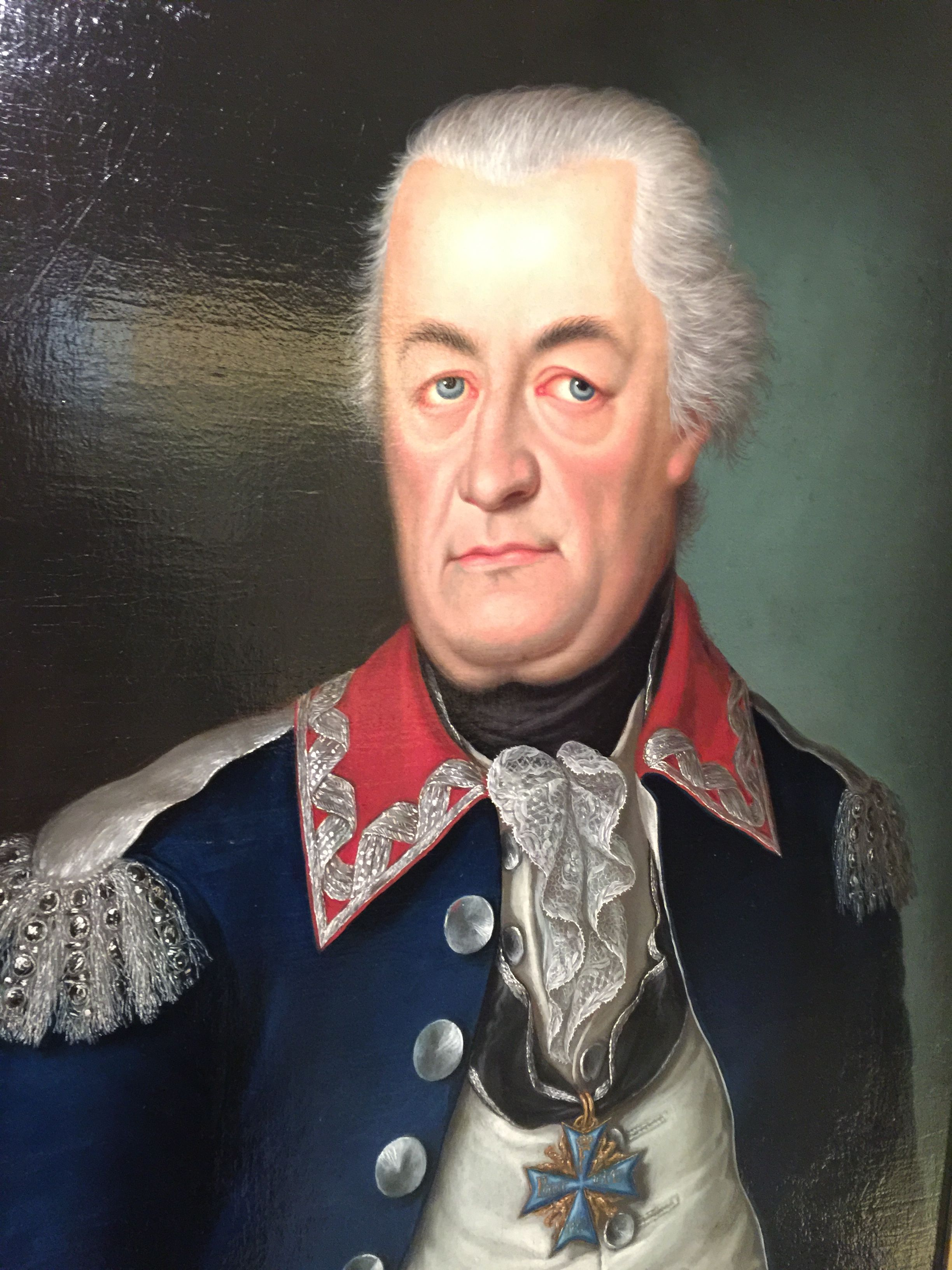
Retrato de Charles-Emmanuel de Warnery.

Charles-Emmanuel de Warnery fue un militar y escritor de táctica militar nacido en 1719 en Morges, Suiza y fallecido en 1786, y se declara en una de sus obras suizo naturalizado polaco.

## Biografía
Warnery nació de una familia distinguida del "pays de Vaud", su padre era gobernador, y entra en la milicia a los 14 años al servicio de Cerdeña, en las campañas de Italia; posteriormente, en 1737, pasa al servicio de Austria, en 1738 al servicio de Rusia, y en 1742 es capitán de un regimiento de husares en el ejército prusiano.
Durante la segunda guerra de Silesia se distingue en las batallas de Striegau y en la batalla de Sorr, y le valió el grado de mayor, la acción de armas de rodear las montañas con un destacamento de 100 caballos y hacer prisioneros en su campo a 160 caballeros enemigos.
Cuando estalla la Guerra de los Siete Años, Federico II de Prusia, le nombra teniente-coronel, y con este grado alerta la toma de un fuerte en Pomerania, y capitula en Schweidnitz, y Federico no juzga conveniente elevarle a los primeros grados del ejército, y descontento,  deja el servicio a Prusia, pasando unos años en Langhof, Silesia, donde dedica su tiempo al estudio, y entra más tarde a servir militarmente en Polonia, en calidad de contramaestre general.
Posteriormente, es nombrado mayor general, y más tarde presenta de nuevo su dimisión para retirarse a Breslau, y a pesar de sus paradojas y jactancia, no careció de talentos como tratadista militar, y dejó obras sobre la milicia turca y rusa, sobre la táctica de orden delgado de Guibert, sobre autores antiguos como  Julio César, y de Turpin, Montecuculli y otros.
Envió una de sus memorias sobre los turcos y observaciones de los austriacos y rusos en Turquía a Busching, que la incluyó en el volumen décimo-sexto  de su "Magazin", y el tratadista francés del siglo XIX, Bardin, considera a Warnery de militar cosmopolita, y fue querido por Federico II y contó con la amistad de Federico Guillermo von Seydlitz.

## Obra
- Remarques sur le militaire des Turcs et des Russes, 1798.
- Campagnes de Frederic II, 1756-1762, 1788, en 8.º.
- Anecdotes et pensées historiques et militaires, Halle, 1781, en 4.º.
- Remarques sur la cavalerie, Lublin, 1781.
- Remarques sur l'essai général de tactique de Guibert
- Remarques sur plusieurs auteurs militaires et autres, Lublin, en 8.º.
- Melanges remarcables sur César et autres auteurs militaires anciens et modernes, pour servir de continuation aux commentaires de Turpin, sur Montecuculli, et sur la tactique de Guibert, 1782, en 8.º.
- Otras